# Ралф Елисон
Ралф Валдо Елисон (енгл. Ralph Waldo Ellison; рођен 1. марта 1913, умро 16. априла 1994) био је амерички писац, књижевни критичар и научник. Најпознатији је по свом роману „Невидљиви човек” са којим је освојио Националну књижевну награду 1953. године. Написао је и „Shadow and Act” (1964), збирку политичких, друствених и критичких есеја, као и „Going to the Teritory” (1986). Према Њујорк Тајмсу, најбољи од тих есеја, заједно са његовим романом сврстали су га „међу богове америчке књижевности.” Збирка прича „Лет кући” и роман „Juneteenth” објављени су постхумно, пошто су прикупљене бројне белешке које су остале након његове смрти.

## Детињство
Ралф Валдо Елисон је рођен 1. марта 1913. године у Оклахоми, као други од троје деце; прворођени Алфред је умро у детињству, а млађи брат Херберт Морис је рођен 1916. године. Добио је име по америчком есејисти, предавачу, филозофу и песнику Ралфу Емерсону. Његов отац, Луис Алфред Елисон, био је власник малог предузећа и грађевински надзорник. Умро је 1916. године услед повреда задобијених на раду. Старији Елисон је волео књижевност и то је пренео на своју децу, па је Ралф као одрастао открио да се његов отац надао да ће му син постати песник.
Елисонова мајка, Ајда Милсап, се заједно са децом, 1921. године преселила у Индијану, где је имала брата. Према Елисону његова мајка је осећала „да ћемо брат и ја имати боље могућности за сазревање уколико будемо одрасли на северу”. Међутим, она није пронашла посао, а њен брат је изгубио свој, тако да се породица вратила у Оклахому, где је Елисон радио као кондуктер, чистач ципела, конобар у хотелу и асистент зубара. Отац његовог пријатеља из комшилука бесплатно га је учио да свира трубу и алт саксофон и он је тежио ка томе да постане вођа школског оркестра.
Ајда се преудавала три пута после Луисове смрти. Све у свему, породични живот је био нестабилан и Ралф је радио разне послове током детињства и младости како би учествовао у издржавању породице. Док је похађао средњу школу Даглас, налазио је времена и да игра у школском фудбалском тиму. Средњу школу је завршио 1931. године. Након тога је радио годину дана како би сакупио новац за куповину трубе, коју је користио да свира са локалним музичарима и да настави да узима часове из музике. У средњој школи је био под утицајем директора Инмана Пејџа и његове ћерке, професорке музике Зилије Броу.

## Образовање - Таскиги институт
Елисон је два пута аплицирао за пријем на Таскиги институт, престижни афроамерички универзитет у Алабами, који је основао Букер Т. Вошингтон. Коначно је примљен 1933. године захваљујући срећној околности да је свирао трубу у њиховом оркестру. Елисон је пожурио теретним возом за Алабаму, да би убрзо открио да класна свест у институту није била ништа мање изражена него што је то био случај у претежно „белачким” институтима.
Елисонова изопштеност на универзитету „изоштрила је његове сатиричне погледе” и како критичар Хилтон Алс верује: „Одвојеност од преовладавајуће климе на универзитету која лицемерно велича припадност црначкој заједници омогућила му је да пише о томе.” У деловима романа „Невидљиви човек” „он са ниподаштавањем и презиром прави осврт на цмиздраву групацију која води Таскиги”.
Музички одсек на Таскигију је био можда најпознатији одсек у школи и водио га је композитор Вилијам Л. Доусон. На Елисона је такође утицао и инструктор клавира Хејзел Харисон. Док је на часовима првенствено учио музику, слободно време је проводио у библиотеци са модернистичким класицима. Наводио је читање Т. С. Елиотове „Пусте земље” као моменат великог буђења. 1934. године почиње да ради као помоћник у универзитетској библиотеци, где је читао Џејмса Џојса и Гертруду Стејн. Библиотекар Волтер Боуи Вилијамс ентузијастично дели са Елисоном своје знање.
Велики утицај на Елисона је извршио енглески наставник Мортез Дрејзел Спрејг, којем је Елисон касније посветио своју збирку есеја „Shadow and Act”. Он је отворио Елисону очи за „могућност књижевности као живе уметности” и за „чаробност коју ће увек повезивати са књижевним животом”. Преко Спрејга, Елисон се упознаје са делима „Злочин и казна” Достојевског и „Незнани Џуд” Томаса Хардија, идентификујући се са „бриљантним, измученим антихеројима” ових дела.
Као дете, Елисон је показивао интересовање за аудио технологију, почевши тако што је растављао и поново састављао радио уређаје, да би касније као одрастао прешао на изградњу и прилагођавање висококвалитетних стерео система. Он је објаснио ту своју страст у децембру 1955. године у есеју „Живот са музиком” у High Fidelity магазину.
Елисон је остао на Таскиги универзитету до 1936. године и напустио га је пре него сто је дипломирао.

## У Њујорку
Желећи да студира вајарство и фотографију, 5. јула 1936. године сели се у Њујорк и проналази смештај у YMCA у Харлему, „тадашњој престоници црне Америке”. Упознаје Лангстона Хјуза, незваничног дипломату у Харлему из периода Депресије и једног од ретких поѕнатих афроамеричких аутора који може да живи од писања. Хјуз га уводи у афроамеричку књижевну заједницу са симпатијама ка комунизму.
Упознао је неколико уметника који су извршили утицај на његов каснији живот, уклјучујући уметника Ромара Бирдена и аутора Ричарда Рајта (са којим ће имати дуг и компликован однос). Након што је Елисон написао рецензију књиге за Рајта, он га подстиче да се бави писањем фикције. Елисонова прва објављена кратка прича „Hymie's Bull” инспирисана је његовим лутањем возом са ујаком како би досао до Таскигија. Од 1937. до 1944. године Елисон је издао преко 20 рецензија књига, као и кратких прича и чланака, објављених у магазинима као што су „New Challenge” и „The New Masses”.
Рајт је тада био отворено повезан са Комунистичком партијом, и Елисон је објављивао и уређивао за комунистичке публикације, иако је његова „приврженост била знатно слабија” како наводи историчарка Карол Полсгров у „Подељеним умовима”. И Рајт и Елисон су изгубили веру у комунистичку партију током Другог светског рата када су осећали да је партија издала Афроамериканце и заменила социјални реформизам са марксистичком класном политиком. У писму Рајту које носи датум од 18. августа 1945. године, Елисон је изразио бес према вођама партије: „Ако мисле да могу да се играју са буржоазијом, не би требало да мисле да могу да се извуку без последица... Можда не можемо да разбијемо атом, али можемо да са неколико добро изабраних, добро написаних речи разбијемо сав тај бедни слој на комаде .” У току буђења из његовог разочарења, Елисон је започео писање „Невидљивог човека”, романа који је делом његов одговор на издају партије.

## Приватни живот
Елисон је 1938. године упознао Роуз Араминту Поинтдекстер, која је била две године старија од њега. Венчали су се крајем 1938. године. Роуз је била позоришна глумица и наставила је са својом каријером након удаје. Према процени биографа Арнолда Рамперсада, Елисонов укус када су жене у питању био је такав да је тражио ону која је „атрактивна и паметна, која ће га волети, поштовати и повиновати му се - али неће изазивати његов интелект”. Најпре су живели у Роузином стану, али су се преселили након што је њена финансијска ситуација ослабила. Елисон је 1941. године имао кратку аферу са Санором Баб, коју је убрзо признао својој жени, и 1943. године њихов брак је био завршен.
На почетку Другог светског рата, Елисон је припадао класи 1А локалног Селекционог милитарног система и био је квалификован за регрутовање. Ипак он није био регрутован. Пред крај рата пријавио се у Трговaчку морнарицу. Убрзо, 1946. године оженио је Фани Маконел, која је била остварена - дипломирала је на Ајова универзитету, учествовала је у оснивању АНТ позоришта у Чикагу и писала је за Чикаго Дефендер. Помагала је Елисону финансијски док је писао „Невидљивог човека”. Од 1947. до 1951. године зарадио је нешто новца пишући рецензије за књиге, али је већином проводио време радећи на роману „Невидљиви човек”. Фани му је такође помагала у прекуцавању рукописа и учествовала је у уређивању откуцаног текста како је напредовао.

## О роману „Невидљиви човек”
Објављен 1952. године, роман „Невидљиви човек” уврштен је међу сто најбољих романа написаних на енглеском језику између 1923. и 2005. године. Роман истражује теме као што су човекова потрага за сопственим идентитетом и местом у друштву у доба драматичних друштвених промена и расних немира, виђене из перспективе наратора у првом лицу, неименованог афеоамеричког студента у Њујорку 1930-их. Елисон причу издиже изнад равни појединачног и локалног, описујући доживљај живота модерног човека 20. века и пружа дубинске увиде у борбу младог човека на путу откривања свог истинског бића. За разлику од његових савременика као што су Ричард Рајт и Џејмс Болдвин, Елисон је стварао ликове који су непристрасни, образовани, јасно конципирани и самосвесни. Кроз протагонисту, он истражује контрасте између Северњачких и Јужњачких облика расизма и њихове отуђујуће ефекте. Наратор је невидљив у фигуративном смислу, зато што „људи одбијају да га виде” и такође доживљава неку врсту изолованости. Роман садржи и табу проблеме као што су инцест и контроверзне теме везане за комунизам.

## Позне године
Елисон 1964. године објабвљује збирку есеја „Shadow and Act” и почиње да предаје на универзитетима Рутгерс и Јејл, настављајући да ради на свом роману. 1967. доживео је велики кућни пожар у његовој викендици у Плејнфилду, Масачусетс, у којем тврди да је изгубио више од 300 страна рукописа његовог другог романа. Као перфекциониста по питању уметности, Елисон је примајући Националну књижевну награду за „Невидљивог човека” изјавио како осећа да је направио „покушај сјајног романа” и упркос награди, био је незадовољан књигом. Елисон је на крају написао 2000 страница свог другог романа али га никад није завршио.
Елисон је умро 16. априла 1994. године од рака панкреаса и сахрањен је на Тринити црквеном гробљу. Надживела га је његова друга жена Фани Елисон (27. новембар 1911 - 19. новембар 2005).

## Награде и признања
„Невидљиви човек” је 1953. године добио Националну књижевну награду.
Та награда је била Елисонова карта за улаз у америчку књижевну заједницу. Коначно је примљен у Америчку академију уметности и књижевности, примио је две председничке медаље (од Линдона Џонсона и Роналда Регана) и државну медаљу Француске. Елисон је био први Афроамериканац који је примљен у Century Association, приватни клуб у Њујорку који је промовисао интересовање за фину уметност и књижевност и такође примио почасни докторат универзитета Харвард.
Разочаран својим искуством са комунистичком партијом, користио је новонасталу славу да говори о књижевности као моралном инструменту. Почетком 1955. године путовао је у Европу, обилазећи и држећи предавања, задржавајући се неко време у Риму, где је написао есеј који се 1957. године појавио под називом „A New Southern Harvest”. Роберт Пен Ворен је боравио у Риму у исто време и два писца су постали блиски пријатељи. Касније ће Ворен интервјуисати Елисона о његовиум ставовима о раси, историји и грађанском покрету Афроамериканаца за своју књигу „Ко говори за црнце?”
Елисон се 1958. године вратио у Америку да преузме позицију предавача америчке и руске књижевности на Бард колеџу и започне свој други роман „Juneteenth”. Током 50-их, дописивао се са дугогодишњим пријатељем, писцем Албертом Маријем. У њиховим писмима коментарисали су развој својих каријера, грађански покрет Афроамериканаца и друга заједничка интересовања, уклључујући џез. Добар део тих материјала је објављен у колекцији „Trading Twelves”.
Пишући есеје о својим искуствима, као и о љубави према џез музици, Елисон је наставио да прима велике награде за свој рад. Тако је 1969. године примио Председничку медаљу слободе; наредне године Француска га именује витезом из реда уметности и књижевности и постаје трајни члан особља на Њујоршком универзитету.
Елисон је 1975. године изабран у Америчку академију уметности и књижевности и његов родни град Оклахома одаје му почаст дајући његово име библиотеци. Настављајући да предаје, Елисон објављује већином есеје, и 1984. године прима Медаљу Лангстона Хјуза коју му додељује Њујоршки градски колеџ. Такође, 1985. године награђен је Националном медаљом уметности. Након тога, 1986. године објављује „Going to the Teritory”, збирку од седамнаест есеја који пружају увид у дело јужњачког писца Вилијама Фокнера и Елисоновог пријатеља Ричарда Рајта, као и у музику Дјука Елингтона и допринос Афроамериканаца америчком националном идентитету.
Елисонова уметничка достигнућа су обухватала и његов рад као скулптора, музичара, фотографа и универзитетског професора, поред његовог писања. Такође био је и члан Удружења јужњачких писаца.

## Наслеђе и постхумне публикације
Након Елисонове смрти откривено је неколико рукописа у његовом дому, што је резултирало објављивањем дела „Лет кући и друге приче” 1996. године. Његов други роман „Juneteenth”, објављен је 1999. године под уредништвом Џона Калахана, Елисоновог књижевног уредника. То је био посао свођења више од 2000 страна, које је Елисон писао током периода од 40 година, на 368 страна. Целокупан рукопис овог незавршеног романа објављен је заједно 26. јануара 2010. године под називом „Три дана пре пуцања...”
У фебруару 2014. године Америчка поштанска служба је издала маркицу у част Ралфа Елисона у оквиру своје серије из књижевности.
У парку у Харлему (у близини места где је живео од почетка 50-их па све до смрти) изграђен је споменик Ралфу Елисону, инспирисан његовим романом „Невидљиви човек”

### Есеји
- The Collected Essays of Ralph Ellison. Modern Library. 1995. ISBN 978-0-679-60176-0.
- Living with Music: Ralph Ellison's Jazz Writings. Modern Library. 2002. ISBN 978-0-375-76023-5.

### Писма
- Trading Twelves: The Selected Letters of Ralph Ellison and Albert Murray. Modern Library. 2000. ISBN 978-0-375-50367-2.